# سوما (ایزد ودایی)
چاندرا (سانسکریت: चन्द्र، آوانگاری: Candra، ت. «shining or moon») ترجمه تحت‌اللفظی «درخشش یا ماه»، همچنین به عنوان سوما شناخته می‌شود، ایزدان هندوئیسم ماه است و با شب، گیاهان و پوشش گیاهی مرتبط است.